# Wesmaelius baikalensis
Wesmaelius baikalensis är en insektsart som först beskrevs av Navás 1929.  Wesmaelius baikalensis ingår i släktet Wesmaelius och familjen florsländor. Inga underarter finns listade i Catalogue of Life.